# 荘園領主
荘園領主（しょうえんりょうしゅ）は、日本の荘園を領有した者の呼称。

## 概要
日本中世の荘園における荘園領主とは、いわゆる「権門勢家」のことを指し、貴族や寺社が想定される場合が多い。だが、武門の棟梁であった鎌倉殿もまた、関東御領などの広大な荘園を有した荘園領主であった。
11世紀に寄進地系荘園及び職の体系が確立されると、公家領においては皇室や摂関家などの上級貴族層が在地領主などからの寄進を受けて本家職や領家職などを集中させ、家司・政所などの家政組織を運営して、現地から年貢・公事などを徴収していった。ただし、その権限は自らの政治力に依存するところが大きく、中世に入り公家政権の政治力が低下し、領家職に武家が進出するようになると、直務支配が貫徹された一部を除いては次第に「不知行」化していく。一方、寺社においては比較的早い時期より直務支配を行うための荘務組織が確立されており、本家・領家である寺社の支配が直接的に在地に及ぶ体制が取られていた。このため、大寺社の寺社領であった荘園の中には中世後期においても存続していた事例は多い。
なお、南北朝時代以後になると前述の武家による侵奪の他に、本家・領家よりも下位の職であった地頭職に貴族や寺社が反対に進出する例も存在しており、そうした意味においても荘園領主という概念が崩壊しつつあったことを示している。